# Villanella
En música una villanella (plural villanelle — no s'ha de confondre amb la forma poètica francesa villanelle) és un gènere lleuger de la música vocal italiana del Renaixement que es va originar en aquell país a finals de la primera meitat del segle xvi. Primerament va aparèixer a Nàpols; posteriorment va rebre influència de la canzonetta i, encara posteriorment, va influir al seu torn en el madrigal. Cap a mitjan segle xvi va esdevenir una de les formes més populars de les cançons italianes.
La temàtica sovint és rústica, còmica o fins i tot satírica; sovint hi ha paròdies dels manierismes que són habituals en gèneres vocals més elevats i sofisticats del moment, com ara el madrigal. L'esquema de les rimes dels versos en les mostres més primerenques d'aquest repertori normalment són abR abR, abR ccR.
En els primers temps, les villanelle eren sempre per a tres veus sense acompanyament musical, normalment dues de femenines i una de masculina. Els primers compositors eren napolitans: Giovanni Domenico da Nola i Giovan Tomaso di Maio; altres compositors posteriors, ja no napolitans, inclouen a Adrian Willaert, Luca Marenzio, Adriano Banchieri, Orlando di Lasso i altres, els quals també van deixar producció en altres formes i gèneres més elevats.